# غويخار سييرا
بلدية غويخار سييرا (بالإسبانية: Güéjar Sierra) هي بلدية تقع في مقاطعة غرناطة التابعة لمنطقة أندلوسيا جنوب إسبانيا.

## الديموغرافيا
بلغ عدد سكان بلدية غويخار سييرا 3.023 نسمة عام 2011 (وفقاً للمعهد الوطني الإسباني للإحصاء).
| 2.713 | 2.769 | 2.647 | 2.878 | 2.986 | 2.967 | 3.023 |